# Savelugu Nanton (distrito)
Savelugu Nanton es un distrito de la región Norte de Ghana. En septiembre de 2018 tenía una población estimada de 167 491 habitantes.
Se encuentra ubicado cerca de los ríos Volta Negro y Blanco, al norte de Acra —la capital del país— y del golfo de Guinea.